# Себу (провінція)
Себу́ (себ. Lalawigan sa Sugbo, філ. Lalawigan ng Cebu) — провінція Філіппін, яка складається з головного острова Себу та 167 прилеглих островів і острівців. Столицею провінції є місто Себу, найстаріше на Філіппінах, яке є частиною агломерації Себу разом з чотирма сусідніми містами Данао, Лапу-Лапу, Мандауе і Талісай та вісьмома іншими місцевими адміністративними утвореннями. Міжнародний аеропорт Мактан-Себу, розташований на острові Мактан є другим по завантаженості аеропортом Філіппін.

## Економіка

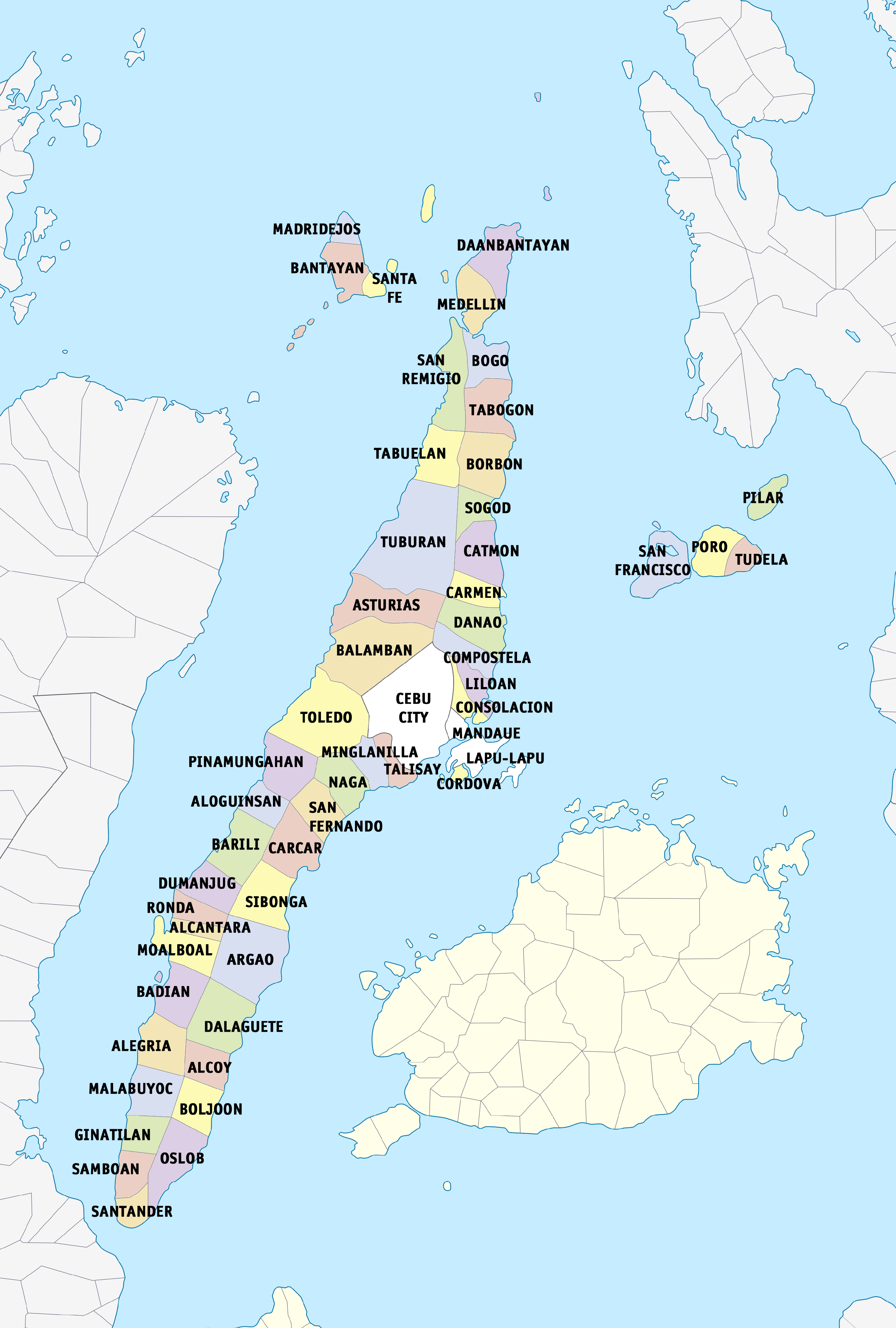
Адміністративний поділ провінції Себу

Себу є однією з найбільш розвинених провінцій Філіппін і є головним центром торгівлі, освіти та промисловості серед Вісайських островів. За останні десятиліття провінція перетворилася на глобальний центр з виробництва меблів, туризму, важкої промисловості та обслуговування бізнесу. Завдяки центральному положенню серед островів Філіппін, багатстві та доступності природних ресурсів більша частина туристів, які відвідують Філіппіни, прибувають на Себу.
Близько 80% філіппінських компаній, які займаються морськими перевезеннями товарів та пасажирів, розташовані в Себу. Промисловість Себу дозволяє Філіппінам займати 5-е місце в світі за масштабами суднобудування. Із Себу експортують: модні аксесуари, гітари, кокосовий горіх, кокосове масло, висушене манго, каррагінан, подарунки, іграшки, годинники, фотоапарати, електронні компоненти і предмети домашнього вжитку.

## Географія
Провінція розташована на схід від острова Негрос, на захід від острова Лейте, на північний захід від острова Бохол. Площа провінції становить 4 944 км2, а разом з незалежними містами 5 342 км2. Острів Себу є довгим та вузьким, протяжність з півночі на південь 196 км і 32 км шириною. Себу оточують пляжі, коралові атоли, острови та багаті рибальські угіддя.

## Клімат
Клімат провінції тропічний. Є два сезони: сухий та вологий. З червня по грудень триває сухий сезон з сонячною погодою та невеликою кількістю опадів. В середньому раз на рік через провінцію проходять тайфуни.

## Мова та релігії
Найпоширенішою мовою провінції є себуанська.
Себу вважають батьківщиною християнства на Філіппінах. Близько 95% населення є католиками. Решта релігій: іслам, буддизм та індуїзм.

## Галерея

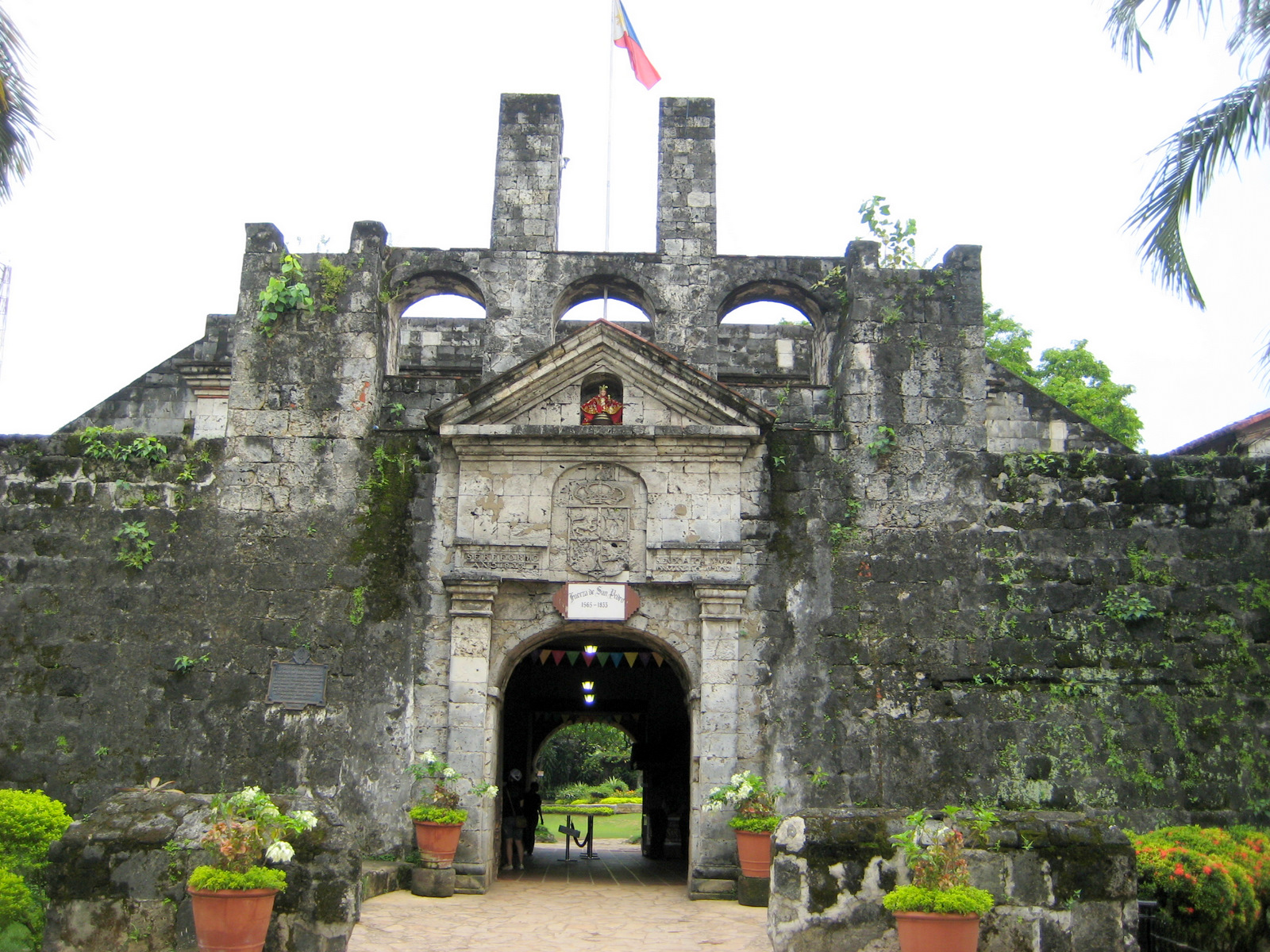
Форт Сан Педро
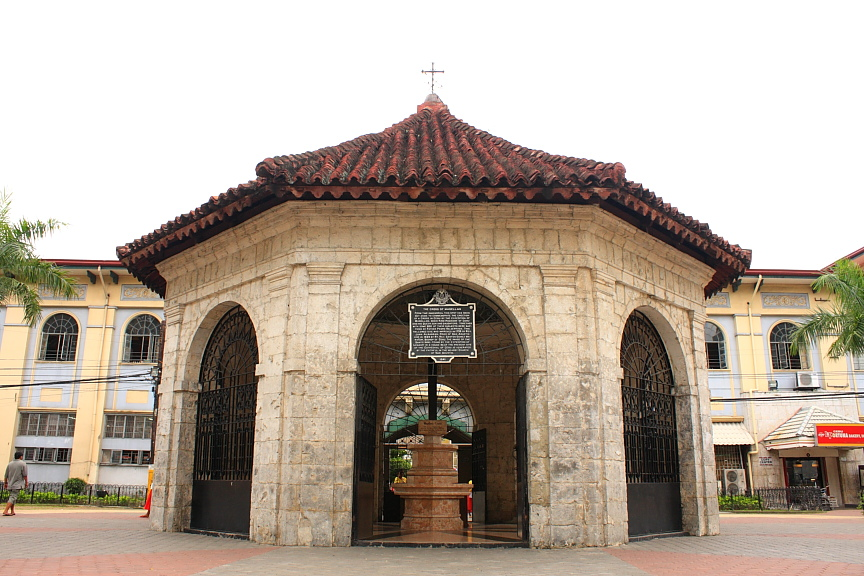
Церква Магелана
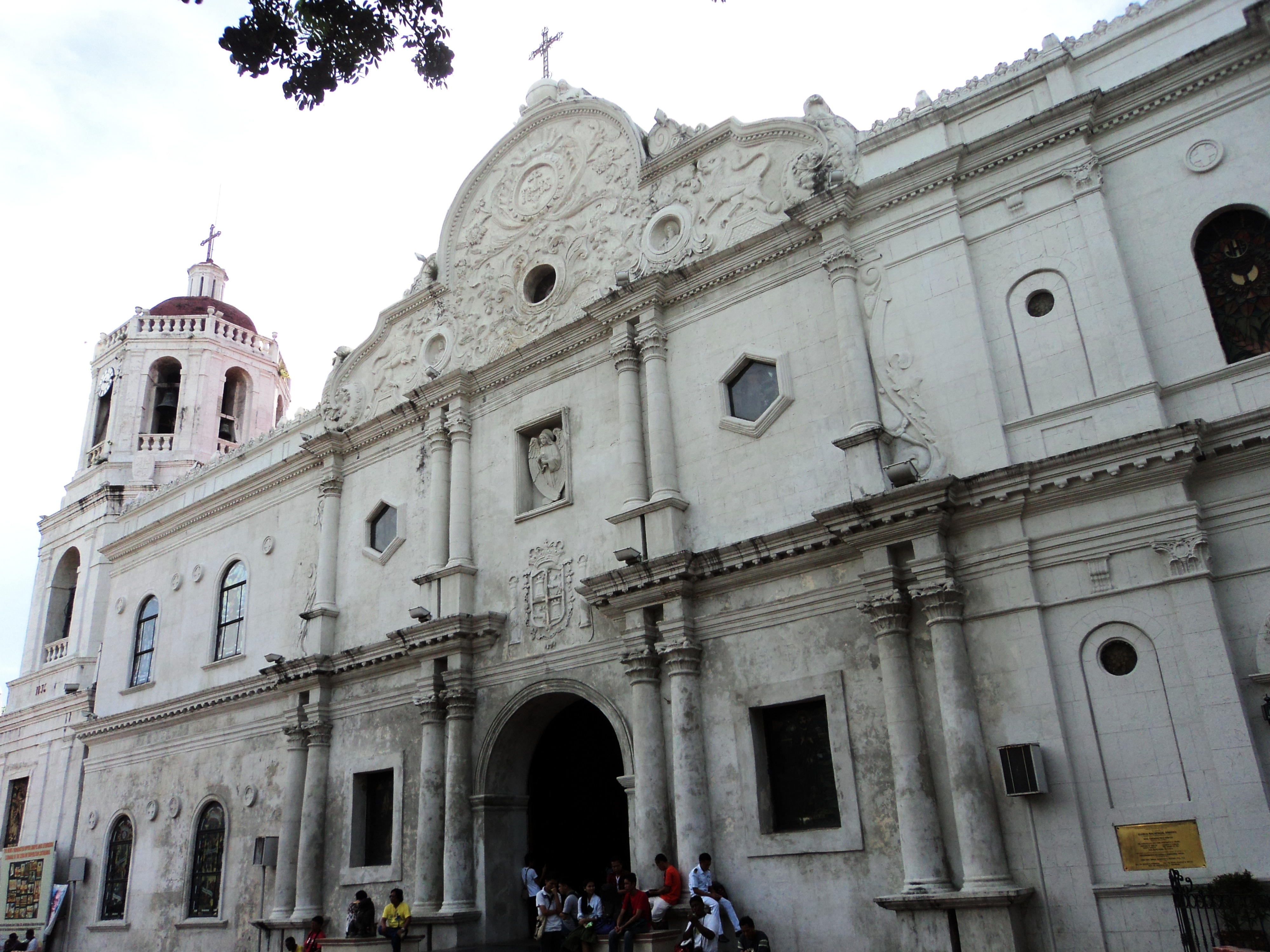
Кафедральний храм
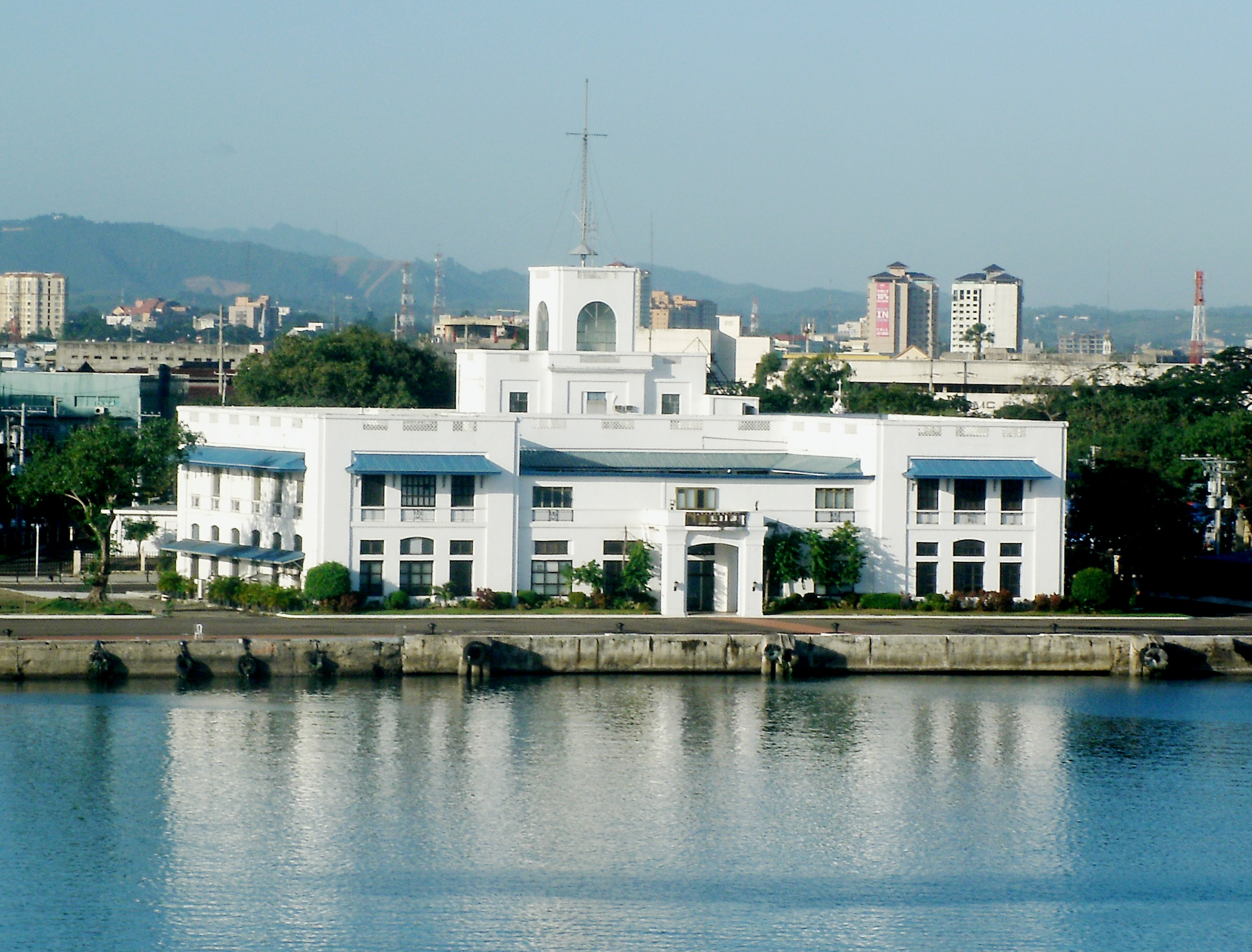
Резиденція президента Філіппін на Вісаях
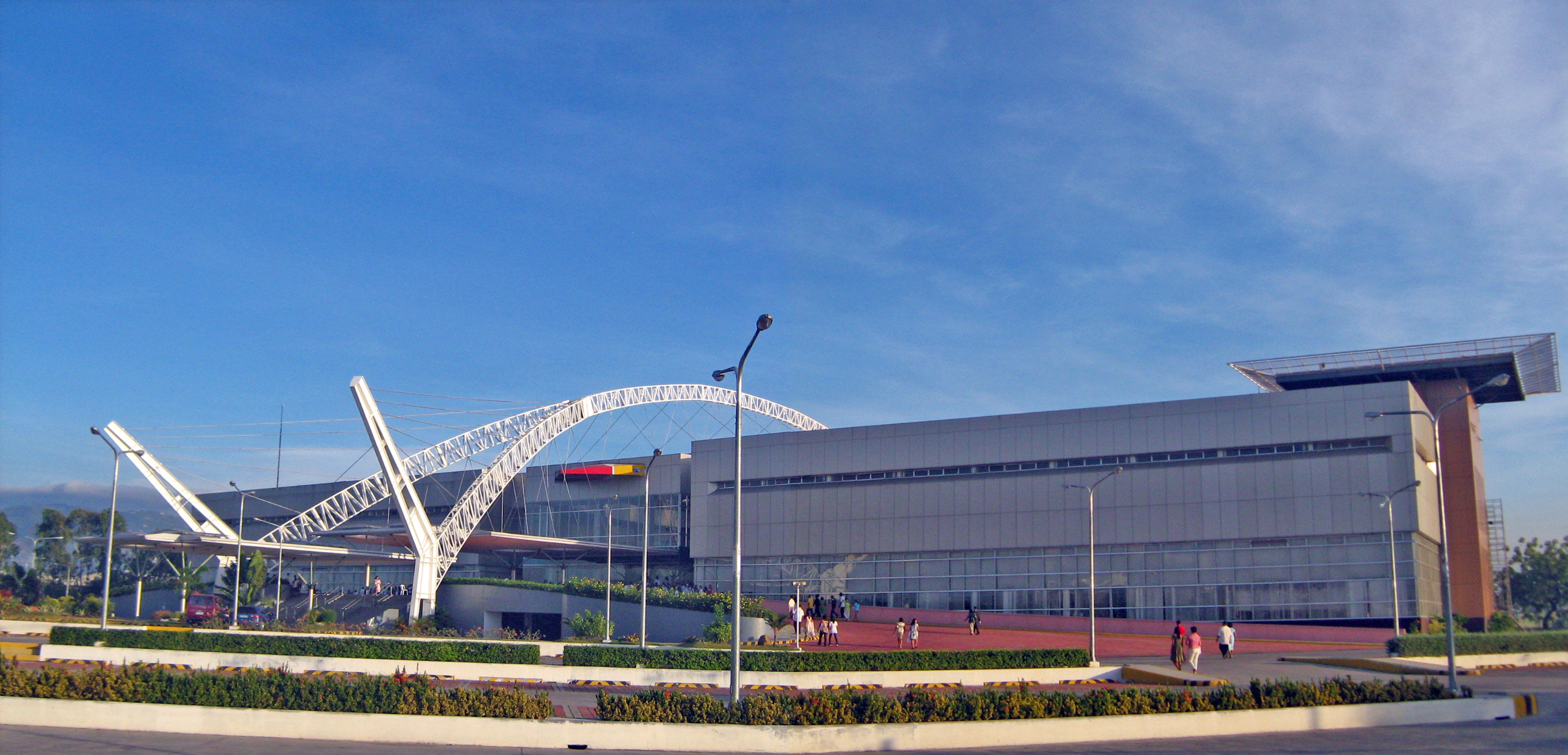
Міжнародний конференц-центр
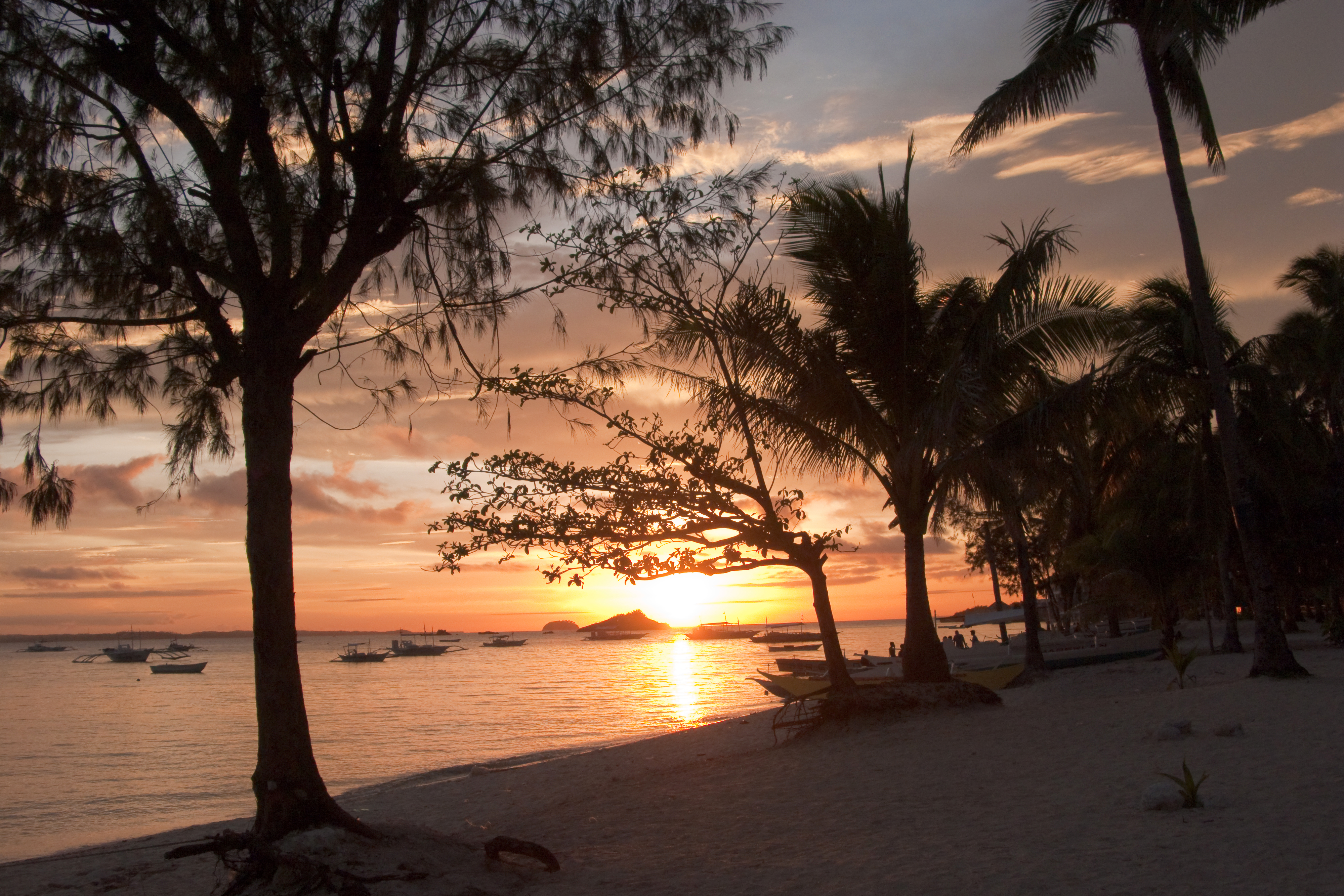
Пляж Баунті
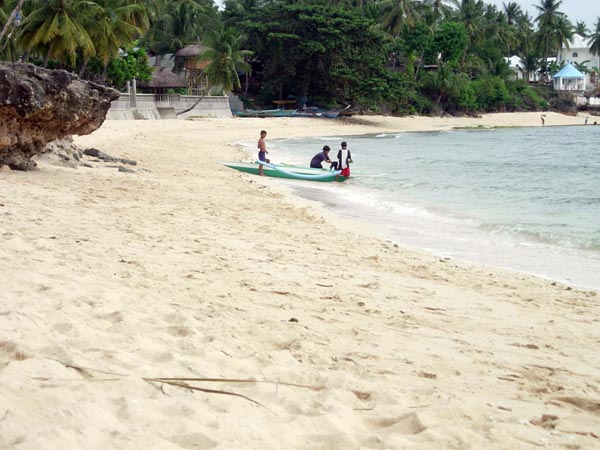
Пляж Тінко
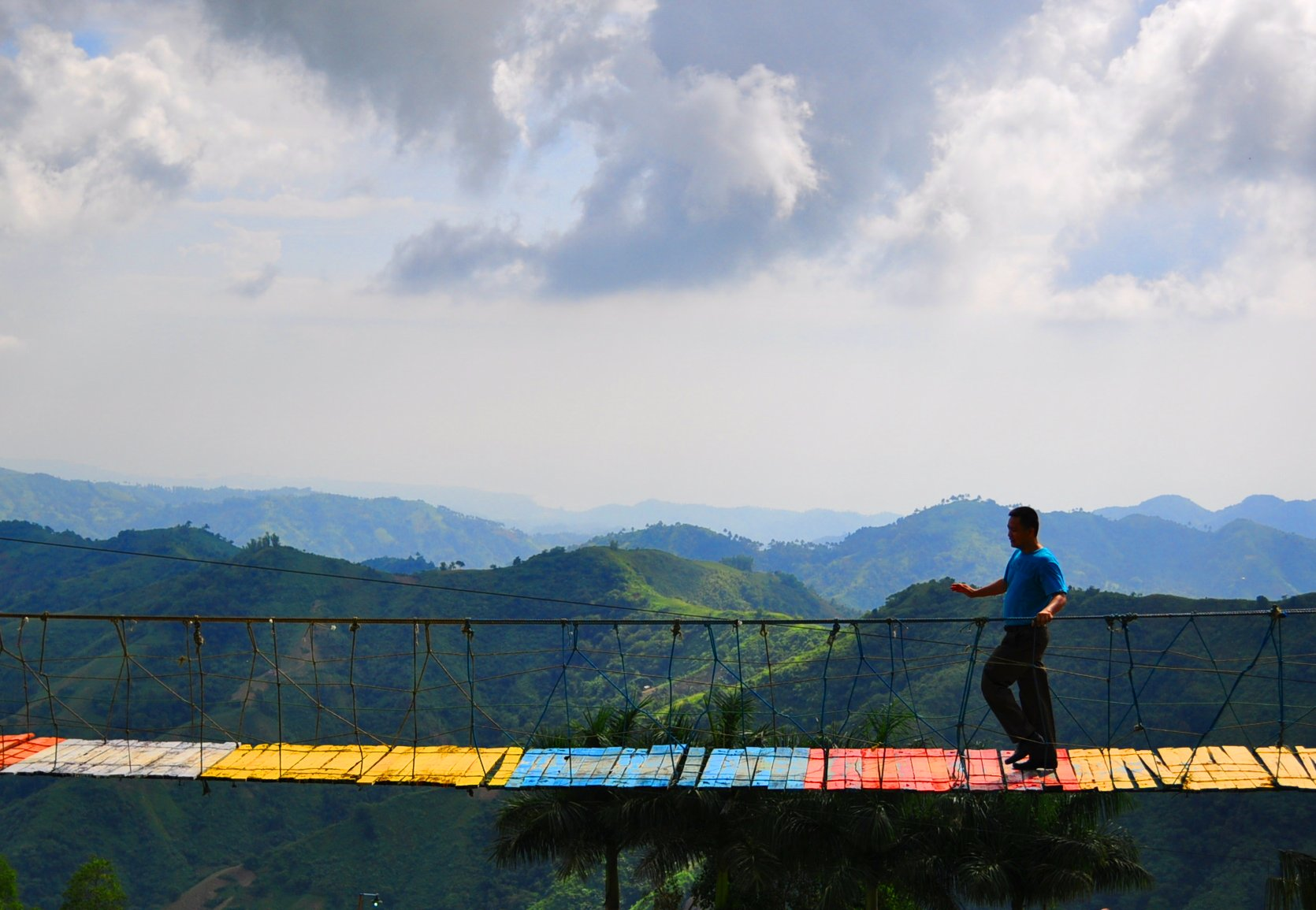
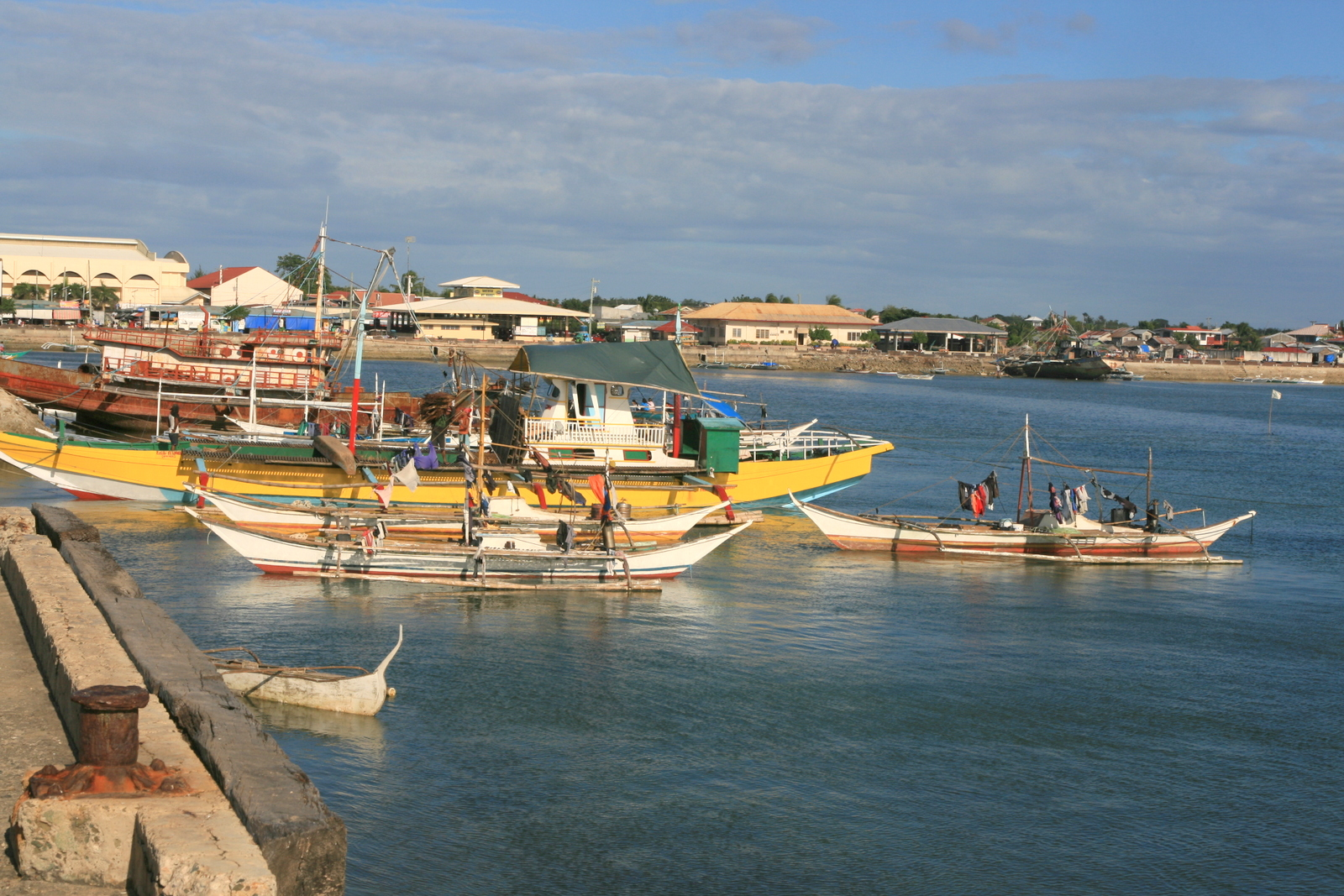
Муніципалітет Бантаян
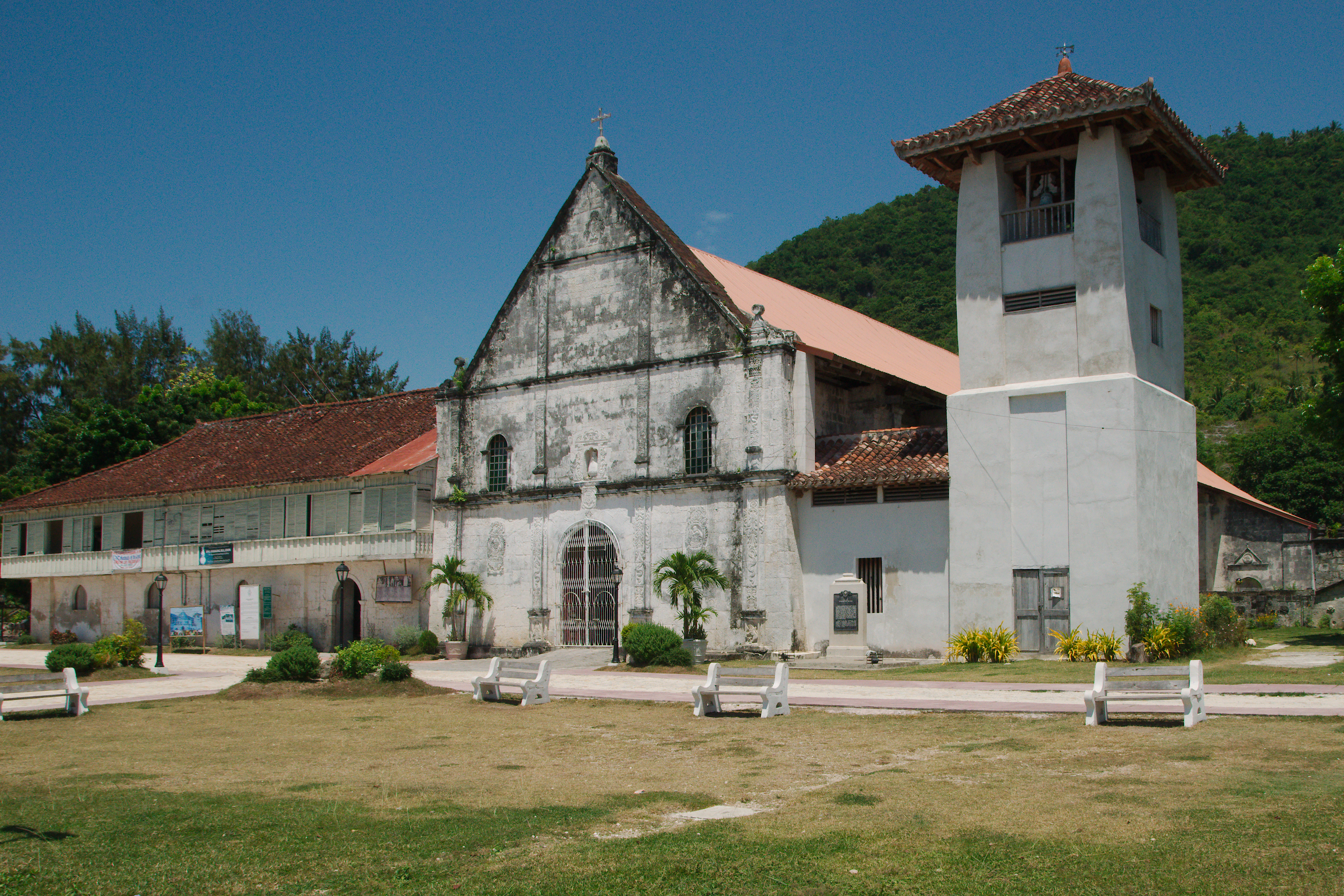
Церква
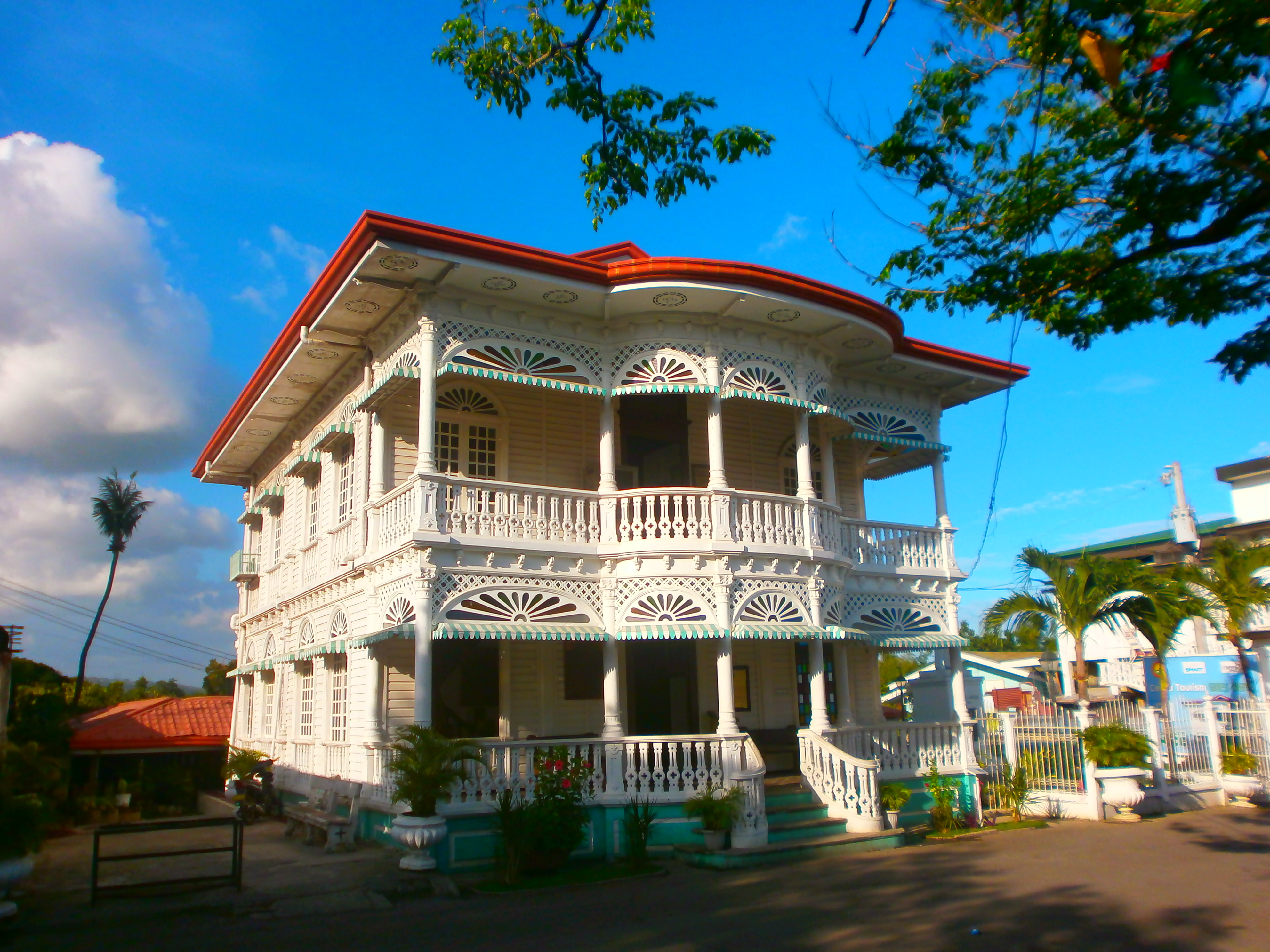
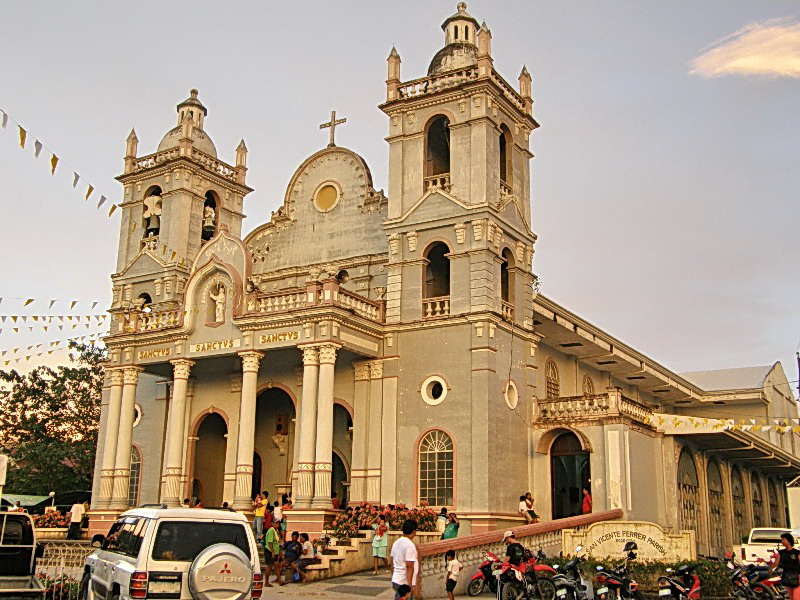
Церква Святого Вінсента
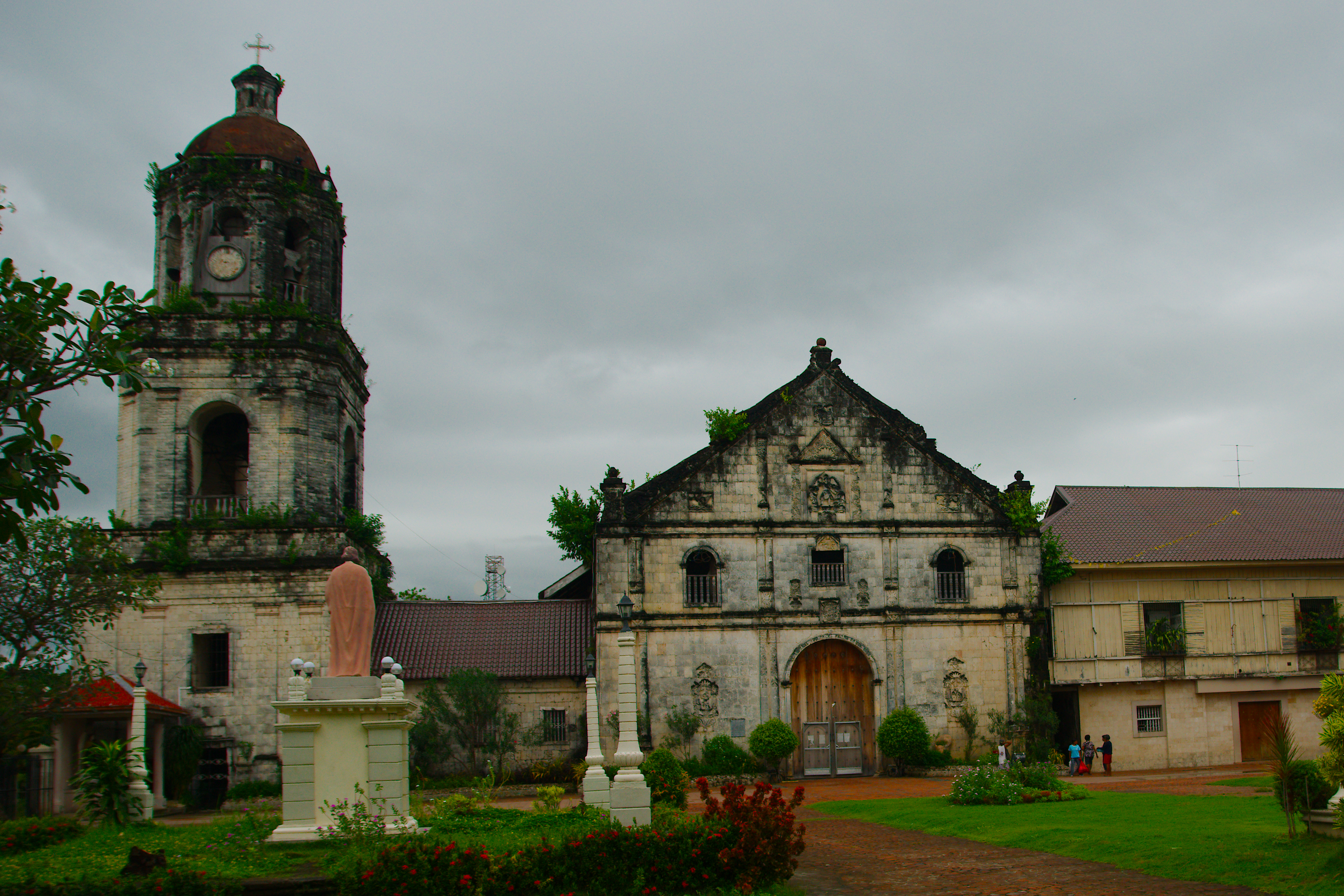
Церква

| Філіппіни | Це незавершена стаття з географії Філіппін. Ви можете допомогти проєкту, виправивши або дописавши її. |